# Andorra ai XVII Giochi olimpici invernali
Andorra partecipò ai XVII Giochi olimpici invernali, svoltisi a Lillehammer, Norvegia, dal 12 al 27 febbraio 1994, con una delegazione di 6 atleti impegnati in una disciplina.